# Flärken (Skorpeds socken, Ångermanland, 703250-158835)
Flärken är en sjö i Örnsköldsviks kommun i Ångermanland och ingår i Nätraåns huvudavrinningsområde. Sjön har en area på 0,036 kvadratkilometer och ligger 200 meter över havet. Sjön avvattnas av vattendraget Nätraån.

## Delavrinningsområde
Flärken ingår i det delavrinningsområde (703250-158820) som SMHI kallar för Ovan None. Medelhöjden är 204 meter över havet och ytan är 0,28 kvadratkilometer. Räknas de 34 avrinningsområdena uppströms in blir den ackumulerade arean 153,52 kvadratkilometer. Avrinningsområdets utflöde Nätraån mynnar i havet. Avrinningsområdet består mestadels av skog (59 procent) och sankmarker (23 procent). Avrinningsområdet har 0,04 kvadratkilometer vattenytor vilket ger det en sjöprocent på 15 procent.